# 도르소니온
《실마릴리온》에 등장하는 요정의 왕국. 피나르핀의 아들들 앙그로드, 아에그노르가 다스린 태양의 1시대 벨레리안드 북쪽의 땅이다.

## 건국 이전
본래 발리노르로 향하여 그곳에 정착한 놀도르는 가운데땅으로 돌아올 필요가 없었으나, 핀웨 살해와 페아노르의 맹세로 대부분의 놀도르는 모르고스의 만행으로 혹은 페아노르의 선동으로 발리노르에서 벨레리안드로 진입한다. 당시 놀도르가 정착하기 전 신다르 왕국은 이미 세워져 있었고 영토 분쟁을 줄이기 위해 싱골은 자기 영역 외에 구역에서 정착하는 것을 승낙한다. 그리하여 피나르핀의 아들 앙그로드, 아에그노르는 앙그반드 근방의 땅에 도르소니온을 세웠다.

## 건국 이후
도르소니온은 모르고스의 요새 앙그반드에 가장 가까운 곳 중에 하나였으므로 건국 이후부터 전쟁에서 우선적인 침략 대상이 된다. 덕분에 다고르 브라골라크로 멸망하고 말았다. 비록 멸망하긴 했으나 모르고스에 대한 저항이 지속되어 피해를 줄이기 위해 모르고스는 자신의 심복 사우론에게 저항군을 제거할 것을 명령한다. 그리하여 사우론은 고르림이라 불리는 남자를 붙잡은 후 주둔지를 파악한 후 정찰을 위해 홀로 있었던 베렌을 제외한 모든 이들을 제거한다.

## 기타
또한 멜리안의 축복을 받은 구역이기도 했다. 그렇기에 멸망한 왕국 안의 공간에서 소수의 사람들이 사우론에게 몰살당하는 순간까지 긴 시간 저항하는 것이 가능했다.
저항군의 일원이자 유일한 생존자가 된 이는 베렌이며, 도리아스로 내려가 여러 모험담과 위대한 계보의 시조가 된다.